# Invasion Records
Invasion Records war ein deutsches Metallabel, das hauptsächlich Bands aus den Genres Death Metal sowie Black Metal und Thrash Metal unter Vertrag nahm und verlegte. Es wurde 1991 gegründet und stellte 1999 den Betrieb ein. Inhaber war „Maja“ Majewski, Schlagzeuger der Band Lunatic Invasion.

## Veröffentlichungen (Auswahl)
- Cryptopsy – Blasphemy Made Flesh (Album, 1994)
- Darkseed – Romantic Tales (EP, 1995)
- Defleshed – Under the Blade (Album, 1997)
- Excrement – Scorched (EP, 1994)
- F.K.Ü. – Metal Moshing Mad (Album, 1999)
- Gates of Ishtar – At Dusk and Forever (Album, 1998)
- Godgory – Sea of Dreams (Album, 1995)
- Golem – Eternity: The Weeping Horizons (Album, 1996)
- Inferia – Spawned at the Dawn (EP, 1993)
- Infestdead – Hellfuck (Album, 1997)
- Limbonic Art – In Abhorrence Dementia (Album, 1997)
- Lunatic Invasion – The Selected Ones (Album, 1992)
- Mithotyn – King of the Distant Forest (Album, 1997)
- Ninnghizhidda – Blasphemy (Album, 1998)
- Purgatory – Damage Done by Worms (Album, 1996)
- Sargoth – Lay Eden in Ashes (Album, 1998)
- Scheitan – Travelling in Ancient Times (Album, 1997)
- Vomiting Corpses – Coma: The Spheres of Innocence (Album, 1995)